# أوبن شوت
أوبن شوت (بالإنجليزية: OpenShot) هو محرر فيديو حُر ومفتوح المصدر ومجاني، ومتعدد المنصات حيث يعمل على ويندوز، ولينكس، وأو إس 10، وفري بي إس دي. بدأ المشروع في أغسطس 2008 حيث أنشأه جوناثان توماس، بهدف توفير برنامج تحرير فيديو مجاني ومستقر ومفتوح المصدر.
صمم أوبن شوت بلغات البرمجة التالية: سي + + وبايثون.

## صيغ الفيديو وبرامج الترميز المدعومة
أوبن شوت يدعم التراميز التي يدعمها إف إف إم بي إي جي "FFmpeg", مثل: ويب إم"webm", إيه في سي إتش دي"AVCHD", إتش إي في سي "HEVC" وتراميز الصوت: أم بي ثري "mp3", أي أي سي "aac". كما يمكن إصدار فيديوهات بتقنية دي في دي "DVD" وبلو راي وكذلك فيديوهات عالية الدقة "Full HD videos"

## الانتقادات
في عام 2013 أنتُقد أوبن شوت بأنه برنامج غير موثوق به.
رد المطورون بالقول إن عدم استقرار أوبن شوت راجع إلى عدم استقرار المكتبات التي يعتمد عليها البرنامج، وتحديداً مكتبة MLT  و  GTK Timeline .
لكن منذ الإصدار رقم 2 وما تبعتها، استخدمت مكتبات خاصة لمعالجة الفيديو، وأزيلت المكتبات غير المستقرة. ويؤكد المطورون أن هذا سيجعل النسخة التي أصدرت حديثا أكثر استقرارا.

## التعليقات
أشاد بريان لوندوك في 31 مارس 2017 على شبكة نيتورك وورلد ببرنامج أوبن شوت  2.3 وعلق قائلاً  «أداة التحول الجديدة ومحرر العناوين، كان أداؤها سلس للغاية». كما أشادتوزيعة لينكس - أغنوستيك باكاجينغ تحت استخدام أبيماج.

## روابط خارجية
- أوبن شوت على موقع Open Hub (الإنجليزية)
- أوبن شوت على موقع Framasoft (الفرنسية)
- شرح أوبن شوت بالصور من شبكة البرامج المجانية